# 郝政利
郝政利（1948年11月—）辽宁省盘锦市人。中国人民解放军少将，中国共产党党员，特级飞行员。

## 生平
1965年8月入伍。先后毕业于空军第一航空预备学校、空军第二航空学校、国防大学。历任飞行副中队长、副大队长、大队长、团参谋长、副团长、团长、基地副司令员，中国人民解放军总参谋部陆军航空兵局副参谋长、参谋长等职。曾参加过边境反击作战，曾立二等功2次、三等功5次。曾担任中国人民解放军陆军航空兵学院院长10年，还曾任中国军事教育学会常务理事，中国航空学会直升机专业委员会副主任委员。2008年，当选第十一届全国政协委员，代表教育界，分入第四十一组。